# لو دايموند فيليبس
لو دايموند فيليبس (بالإنجليزية: Lou Diamond Phillips)‏ مواليد 17 فبراير 1962 في الفلبين، هو ممثل وكاتب سيناريو أمريكي بدأ مسيرته الفنية عام 1984.

## الأعمال
- 1991: شارع السمسم
- 2002: 24
- 2005–2010: نمبرز
- 2007: سايك
- 2008: تشي
- 2009–2011: ستارغيت يونيفرس
- 2010: أميريكان داد!
- 2011: تشاك

## وصلات خارجية
- لو دايموند فيليبس على موقع IMDb (الإنجليزية)
- لو دايموند فيليبس على موقع روتن توميتوز (الإنجليزية)
- لو دايموند فيليبس على موقع ألو سيني (الفرنسية)
- لو دايموند فيليبس على موقع ميوزك برينز (الإنجليزية)
- لو دايموند فيليبس على موقع تيرنر كلاسيك موفيز (الإنجليزية)
- لو دايموند فيليبس على موقع أول موفي (الإنجليزية)
- لو دايموند فيليبس على موقع قاعدة بيانات برودواي على الإنترنت (الإنجليزية)
- لو دايموند فيليبس على موقع قاعدة بيانات برودواي على الإنترنت (الإنجليزية)
- لو دايموند فيليبس على موقع قاعدة بيانات الأفلام السويدية (السويدية)
- لو دايموند فيليبس على موقع إن إن دي بي (الإنجليزية)